# Causus resimus
Causus resimus là một loài rắn trong họ Rắn lục. Loài này được Peters mô tả khoa học đầu tiên năm 1862.